# Президент Испании
Президент Второй республики (1931—1939). Прописывая полномочия президента, авторы республиканской конституции взяли за основу модель Веймарской республики, тогда ещё действующей в Германии, постаравшись найти компромисс между французской и американской президентскими системами.
Использование в испанском языке термина «Президенте дель Гобьерно» (исп. Presidente del Gobierno, в буквальном переводе, президент правительства) в отношении высшего должностного лица исполнительной власти, приводит к некоторой путанице. Так, в 2001 году президент США Джордж Буш назвал премьер-министра Испании «президентом», в то время как главой государства в Испании с 1975 года является король. Похожую ошибку в 2003 году допустил его брат Джеб Буш, в то время губернатор штата Флорида.

## История
Первым президентом Испании считается Франсиско Серрано-и-Домингес, который 25 февраля 1869 года стал президентом (председателем) исполнительной власти (исп. Presidente del Poder ejecutivo). Председателем правительства в это время был генерал Жoан Прим и Пратс. Исполнительную власть и государство Франсиско Серрано как президент возглавлял недолго. 18 июня того же 1869 года он становится Регентом Королевства (исп. Regente del Reino).
11 февраля 1873 года испанский король Амадей I столкнувшись с социальным кризисом и началом Третьей карлистской войны, отрёкся от престола. 12 февраля кортесы провозгласили республиканца-федералиста Эстанислао Фигераса президентом исполнительной власти и главой государства. Вплоть до падения республики в конце декабря 1874 года во главе исполнительной власти и государства сменилось семь человек.
В 1930 году участниками «Пакта в Сан-Себастьяне», представители всех более или менее заметных республиканских партий Испании, образовали «Республиканский революционный комитет» во главе с Нисето Алькала Самора, что по мнению историков стало «центральным событием оппозиции монархии Альфонсо XIII»,. В 1931 году, после отречения короля и провозглашения в Испании республики, комитет стал первым временным правительством Второй республики. С 14 апреля и до конца 1931 года никакого официального главы государства не было и, по сути, самый высокий пост в стране занимал председатель правительства. 11 декабря 1931 года должность президента Республики первым занял Алькала Самора, глава Республиканского революционного комитета, а впоследствии руководитель первого республиканского правительства.
После того как Гражданскую войну в Испании выиграли националисты во главе с Франко, лидеры республиканцев попытались сохранить республику, образовав органы власти в изгнании. Всего с 1940 по 1977 год было 4 президента Испанской республики в изгнании. В 1977 году последний из них, Хосе Мальдонадо Гонсалес, признал итоги первых в послефранкистской Испании выборов и объявил о прекращении деятельности органов власти Испанской республики в изгнании.

## Список президентов Испании
| Портрет | Фамилия                                                                    | Политическая принадлежность                                   | Срок полномочий      | Срок полномочий      | Срок полномочий | Название должности |
| Портрет | Фамилия                                                                    | Политическая принадлежность                                   | Вступил в должность  | Покинул должность    | Дни             | Название должности |
| ------- | -------------------------------------------------------------------------- | ------------------------------------------------------------- | -------------------- | -------------------- | --------------- | --- |
|         | Франсиско Серрано и Домингес исп. Francisco Serrano y Domínguez            | Либеральный союз                                              | 25 февраля 1869 года | 18 июня 1869 года    | 113             | Президент исполнительной власти (исп. Presidente del Poder ejecutivo)                                                                                              |
|         | Эстанислао Фигерас и Moрагас исп. Estanislao Figueras y Moragas            | Республиканец (Республиканская федеральная партия)            | 12 февраля 1873 года | 11 июня 1873 года    | 119             | Президент исполнительной власти Испанской Республики (исп. Presidente del Poder Ejecutivo de la República Española) одновременно глава государства и правительства |
|         | Франсиско Пи-и-Маргаль исп. Francisco Pi y Margall                         | Республиканец-федералист (Республиканская федеральная партия) | 11 июня 1873 года    | 18 июля 1873 года    | 37              | Президент исполнительной власти Испанской Республики (исп. Presidente del Poder Ejecutivo de la República Española) одновременно глава государства и правительства |
|         | Николас Сальмерон Алонсо исп. Nicolás Salmerón y Alonso                    | Республиканец-централист (Республиканская федеральная партия) | 18 июля 1873 года    | 7 сентября 1873 года | 51              | Президент исполнительной власти Испанской Республики (исп. Presidente del Poder Ejecutivo de la República Española) одновременно глава государства и правительства |
|         | Эмилио Кастелар и Риполь исп. Emilio Castelar y Ripoll                     | Умеренный республиканец (Республиканская федеральная партия)  | 7 сентября 1873 года | 4 января 1874 года   | 119             | Президент исполнительной власти Испанской Республики (исп. Presidente del Poder Ejecutivo de la República Española) одновременно глава государства и правительства |
|         | Франсиско Серрано и Домингес исп. Francisco Serrano y Domínguez (4-й срок) | Консервативный республиканец (Консервативная группа)          | 4 января 1874 года   | 26 февраля 1874 года | 53              | Президент исполнительной власти Испанской Республики (исп. Presidente del Poder Ejecutivo de la República Española) одновременно глава государства и правительства |
|         | Хуан де Савала и де ла Пуэнте исп. Juan de Zavala y de la Puente           | Консервативный республиканец (Консервативная группа)          | 26 февраля 1874 года | 3 сентября 1874 года | 189             | Президент исполнительной власти Испанской Республики (исп. Presidente del Poder Ejecutivo de la República Española) одновременно глава государства и правительства |
|         | Пракседес Матео Сагаста исп. Práxedes Mateo Sagasta                        | Либерал-конституционалист (Конституционная партия)            | 3 сентября 1874 года | 30 декабря 1874 года | 118             | Президент исполнительной власти Испанской Республики (исп. Presidente del Poder Ejecutivo de la República Española) одновременно глава государства и правительства |
|         | Алькала Самора и Торрес, Нисето исп. Niceto Alcalá-Zamora y Torres         | Республиканская либеральная правая                            | 11 декабря 1931 года | 7 апреля 1936 года   | 1579            | Президент Испанской Республики (исп. Presidente de la República Española)                                                                                          |
|         | Диего Мартинес Баррио исп. Diego Martínez Barrio (временный)               | Республиканский союз                                          | 7 апреля 1936 года   | 11 мая 1936 года     | 34              | Президент Испанской Республики (исп. Presidente de la República Española)                                                                                          |
|         | Мануэль Асанья Диас исп. Manuel Azaña Díaz                                 | Республиканская левая                                         | 11 мая 1936 года     | 3 марта 1939 года    | 1026            | Президент Испанской Республики (исп. Presidente de la República Española)                                                                                          |

## Президенты в изгнании
| Портрет | Фамилия                                                                                      | Партия                                    | Срок полномочий      | Срок полномочий      | Срок полномочий |
| Портрет | Фамилия                                                                                      | Партия                                    | Вступил в должность  | Покинул должность    | Дни             |
| ------- | -------------------------------------------------------------------------------------------- | ----------------------------------------- | -------------------- | -------------------- | --------------- |
|         | Альваро де Альборнос и Лиминиана исп. Álvaro de Albornoz y Liminiana исполняющий обязанности | Республиканская левая                     | 11 мая 1940 года     | 17 августа 1945 года | 1924            |
|         | Диего Мартинес Баррио исп. Diego Martínez Barrio                                             | Республиканский союз                      | 17 августа 1945 года | 1 января 1962 года   | 5981            |
|         | Луис Хименес де Асуа исп. Luis Jiménez de Asúa                                               | Испанская социалистическая рабочая партия | 11 февраля 1962 года | 16 ноября 1970 года  | 3200            |
|         | Хосе Мальдонадо Гонсалес исп. José Maldonado González                                        | Республиканская левая                     | 16 ноября 1970 года  | 1 июля 1977 года     | 2419            |